# Edema periférico
El edema periférico es un edema (acumulación de líquido que provoca hinchazón) en los tejidos perfundidos por el sistema vascular periférico, generalmente en las extremidades inferiores. En las partes más dependientes del cuerpo (las que cuelgan distalmente), puede denominarse edema dependiente.

## Causa
La afección se asocia comúnmente con cambios vasculares y cardíacos asociados con el envejecimiento, pero puede ser causada por otras afecciones, como: insuficiencia cardíaca congestiva, insuficiencia renal, cirrosis hepática, hipertensión portal, traumatismo, alcoholismo, mal de altura, embarazo, hipertensión, anemia de células falciformes, un sistema linfático comprometido o simplemente largos períodos de tiempo sentado o de pie sin moverse. Algunos medicamentos (por ejemplo, amlodipino, pregabalina) también pueden causar o empeorar la afección.

## Pronóstico
El éxito del tratamiento depende del control de la causa subyacente. La hinchazón severa puede causar daño permanente a los nervios, resultando en una neuropatía periférica. Muchos casos por causas temporales o menores se resuelven por sí solos, sin daños duraderos.